# Arianz
Arianz (grec medieval: Αριανζός, Arianzós) fou una ciutat de Capadòcia habitada en època romana d'Orient. És una diòcesi titular del Patriarcat Ecumènic de Constantinoble. Hi nasqueren Gregori de Nazianz i el seu germà Cesari de Nazianz. Les restes de la ciutat es troben prop del poble turc de Sivrihisar.